# 천리안 (위성)
통신해양기상위성(通信海洋氣象衛星, Communication, Ocean and Meteorological Satellite: COMS) 또는 천리안(千里眼,天利安) 은 대한민국 최초의 해양 관측, 기상 관측, 통신 서비스 임무를 수행하는 정지궤도 복합위성이다. 위성 발사에 성공하면서, 대한민국은 세계 최초의 정지궤도 해양관측위성 보유국이자, 미국·중국·일본·유럽 연합(EU)·인도·러시아에 이어 세계 7번째로 기상관측위성 보유국이 되었다.

## 개요

### 구성
통신해양기상위성은 지구의 적도 상공 36,000 km 고도와 동경 128.2도에 위치하면서 해양관측, 기상관측, 통신서비스 임무를 수행하는 대한민국 최초의 정지궤도 복합위성이다.
통신해양기상위성사업단이 프랑스의 EADS 아스트리움과 공동 개발했다. 탑재체는 태양 전지판을 제외하고, 크게 세 부분으로 통신 탑재체, 정지궤도 해색 탑재체(GOCI), 기상 탑재체(MI)로 구분된다.
정지궤도 해색 탑재체는 한국해양연구원의 소요제기 및 임무개발을 통해 한국항공우주연구원과 프랑스의 EADS 아스트리움에서 공동으로 개발하였다. 정지궤도 위성으로는 세계 최초로 개발된 천리안 위성 해색 탑재체는 한반도 주변해역 해양환경 및 해양생태를 감시하는 역할과 해양의 클로로필 생산량 추정 및 어장 정보를 생성한다.
기상 탑재체는 기상임무를 수행하며, 태풍, 집중호우, 황사 등 위험기상을 조기 탐지하는 기능과 장기간의 해수면온도, 구름 자료를 통한 기후변화를 분석한다. 이것은 미국 ITT사의 미국 GOES-8호~GOES-13호 및 일본 MTSAT-2에 탑재된 기상센서와 동일한 시스템이다.
통신탑재체는 대한민국산 Ka 밴드 통신탑재체로 광대역 위성 멀티미디어 시험서비스를 위한 것이다.

### 발사체
발사체는 프랑스 아리안스페이스(Arianespace)사의 아리안-5ECA 발사체이며, 위성은 발사 32분 38초 후 2천5.3km 고도에서 발사체로부터 분리되었다. 이때부터 위성에 탑재된 컴퓨터의 자동 프로그램이 작동하고 위성 초기화가 이뤄졌다.

## 과정
2003년 9월부터 개발에 착수하여 2008년 12월 국내 한국항공우주연구원에서 총조립을 마쳤고, 2009년 7월 기능 시험과 환경 시험이 마무리되었다. 10월에는 우주환경시험을 성공리에 마쳤다. 이후 위성을 프랑스 톨루즈의 아스트리움사로 이송하여 추진계고압시험과 RF 적합성시험의 추가적인 성능시험을 2009년 12월과 2010년 1월에 걸쳐 수행하였고, 지난 2월에 2차례에 걸친 선적 전(船積前) 검토 회의(PSR)를 완료하였다.

### 준비 과정
프랑스령 기아나 쿠루로 이송되었고, 2010년 4월 말에 기아나 우주 센터에서 발사될 예정이었으나 천리안에 앞서 독일과 룩셈부르크의 위성을 발사할 예정이었던 아리안 로켓의 발사가 2차례나 연기되면서 한때 발사 일정이 불투명해졌다. 그러나 5월 22일, 이 둘 위성의 발사에 성공하여 천리안의 발사 예정일이 2010년 6월 23일(현지 시각, 한국 시각 6월 24일)로 확정되었다.

### 발사 과정
2010년 6월 23일 발사일 밤, 발사 47분 37초를 남기고 발사체 상단 센서 오류로 인한 압력 저하로 발사 과정이 중지되었다. 그 다음날인 6월 24일(한국 시각 6월 25일)에 발사 시도가 이루어졌으나, 발사 예정 시각인 오후 6시 41분을 17초 남기고 중단되었다. 약 1시간 후인 오후 7시 48분을 재발사 시간으로 지정하고 발사 카운트다운에 돌입하였으나, 발사 16초를 남기고 1단 발사체 압력 저하 문제로 중단되었다.
2010년 6월 26일 오후 6시 41분(한국 시각 6월 27일 오전 6시 41분)에 4차 발사 시도가 이루어졌고, 끝내 발사에 성공하였다. 발사 38분 후에는 오스트레일리아 동가라(Dongara) 지상국과의 첫 교신도 성공적으로 이루어졌다.

## 제원
- 기능
  - 통신 서비스 기능: 3DTV, UHDTV 등 차세대 위성 서비스 기반을 마련해, 국내최초 실험위성으로서 산‧학‧연의 위성통신 연구개발, 관련제품 상용화 및 서비스 활성화 기반 등으로 활용
  - 해양 관측 기능: 정지궤도 위성으로는 세계 최초
    - 관측대상지역: 한반도 주변 바다의 가로·세로 2500km

  - 기상 관측 기능: 평상시 15분 간격으로 기상 정보 획득가능하며, 비상시 특별관측으로 최소 8분간격의 기상정보 제공이 가능.

## 특징 및 의의
이전까지는 일본의 기상위성인 MTSAT-1R과 미국의 기상위성으로부터 위성 영상 이미지를 얻었으나, 천리안이 운영되면 독자적인 위성 영상을 얻을 수 있게 된다. 기상관측 센서는 미국의 ITT사에서 주문 제작하였고, 기상자료 처리시스템(CMDPS)은 국립기상연구소에서 개발하였다.
천리안에는 설계, 제작, 시험 등 전 과정을 순수 대한민국 국산 기술로 개발한 통신 중계기가 처음으로 탑재되어, 대한민국은 세계 10번째 정지궤도 통신위성의 자체개발 국가가 되었다. 통신 탑재체 및 관제시스템은 전자통신연구원(ETRI)에서 주관하여 개발했다. 또한 천리안 위성은 위성통신을 위해 흔히 사용되는 주파수 대역인 Ku 밴드가 포화됨에 따라, 보다 높은 주파수 대역인 Ka 밴드의 지원을 포함하였다. Ka-Band는 3DTV나 UHDTV와 같은 광대역 위성 멀티미디어 서비스의 수용에 유리하지만, 보다 높은 수준의 기술이 필요하다.
해양관측 센서는 EADS 아스트리움사와 공동으로 제작하였고, 해양자료 처리시스템은 한국해양연구원 해양위성센터에서 개발하였다.

## 충돌 위험
러시아는 천리안의 궤도 동경 128.2도의 정지궤도가 러시아 소유라고 주장했다. 하지만, 정지궤도는 어느 특정국가가 소유권을 주장할 수 있는 자원이 아니며, 러시아가 동경 128.2도에 정지궤도위성이 없으므로 한국은 이를 무시하고 발사했다. 2011년 2월 NORAD에 등록되지 않은 러시아 군용 통신 위성 라두가 1-7이 궤도를 변경해 천리안 위성을 위협했다. 천리안 위성은 충돌을 피하기 위해 궤도를 변경했다. 위성은 잦은 궤도를 변경하면 내부 탑재 연료가 일찍 소모되어 위성 수명이 짧아진다.

## 같이 보기
- 해양위성센터
- 대한민국 국가기상위성센터
- 천리안 2호
- 히마와리 8호